# Lanmu
Lanmu (kinesiska: 兰木乡, 兰木) är en socken i Kina. Den ligger i den autonoma regionen Guangxi, i den södra delen av landet, omkring 210 kilometer nordväst om regionhuvudstaden Nanning. Antalet invånare är 11000. Befolkningen består av 5 360 kvinnor och 5 640 män. Barn under 15 år utgör 25,0 %, vuxna 15-64 år 59 %, och äldre över 65 år 15,0 %.
Genomsnittlig årsnederbörd är 1 775 millimeter. Den regnigaste månaden är juni, med i genomsnitt 345 mm nederbörd, och den torraste är februari, med 29 mm nederbörd.